# Seiwerath
Seiwerath là một đô thị ở huyện Bitburg-Prüm, trong bang Rheinland-Pfalz, phía tây nước Đức. Đô thị Seiwerath có diện tích 8,94 km², dân số thời điểm ngày 31 tháng 12 năm 2006 là 155 người.